# Siembra
Siembra — второй студийный альбом панамского певца и автора песен Рубена Блейдса и пуэрторикано-американского певца и тромбониста Вилли Колона. Выпущен на лейбле Fania Records 7 сентября 1978 года. Считается самым продаваемым альбомом сальсы в истории. Записан Джерри Масуччи и Джонни Пачеко в студии La Tierra Sound Studios в 1977—1978 годах.

## Об альбоме
Siembra — второй из четырех совместных альбомов дуэта Рубена Блейдса и Вилли Колона. В своё время он стал самым продаваемым альбомом в истории сальсы — он был продан тиражом более трёх миллионов экземпляров по всему миру, и почти все песни с него в то или иное время стали хитами в разных странах Латинской Америки. Среди композиций с Siembra шедевром Блейдса остается «Pedro Navaja», песня, которую он создал по мотивам «Трёхгрошовой оперы» Бертольта Брехта. Альбом был включен в Зал славы «Латинской Грэмми» в 2007 году, а также присутствует в книге 1001 Albums You Must Hear Before You Die.

## Список композиций
Слова и музыка всех песен — Рубен Блейдс, за исключением отмеченных.
| №                   | Название            | Автор(ы)            | Длительность |
| ------------------- | ------------------- | ------------------- | ------------ |
| 1.                  | «Plástico»          |                     | 6:37         |
| 2.                  | «Buscando Guayaba»  |                     | 5:43         |
| 3.                  | «Pedro Navaja»      |                     | 7:21         |
| 4.                  | «María Lionza»      |                     | 5:27         |
| 5.                  | «Ojos»              | Johnny Ortiz        | 4:50         |
| 6.                  | «Dime»              |                     | 6:59         |
| 7.                  | «Siembra»           |                     | 5:21         |
| Общая длительность: | Общая длительность: | Общая длительность: | 43:45        |